# Перестріч лучний
{{#ifeq:0|0|{{#if:|{{#if:Melampyrumpratense|[[]}}|}}}}
Перестріч лучний (Melampyrum pratense) — однорічна трав'яниста рослина рослина роду перестріч (Melampyrum).

## Ботанічний опис

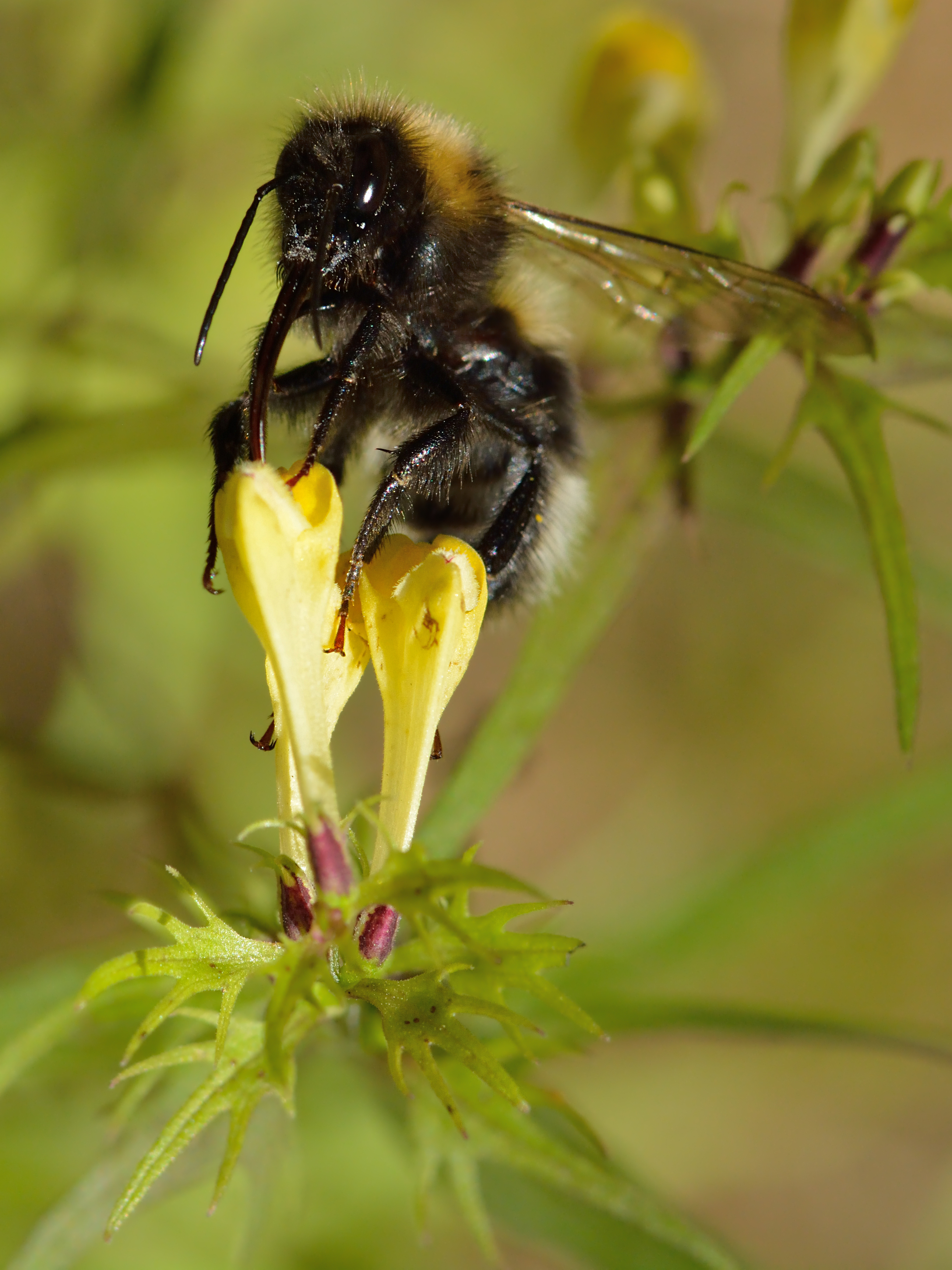

Стебло 15–40 см заввишки, пряме або розгалужене з 1–2 парами стерильних гілок.
Листки ланцетно-лінійні, довго загострені, цілокраї, 4–9 см завдовжки, 1,5–8 мм шириною.
Квітки на голих квітконіжках 1–2 мм завдовжки, прямі, пізніше горизонтально відхилені та обернені в один бік, у рідкому китицеподібному суцвітті, 2–7 см завдовжки та 1 см шириною.
Плід — коробочка, яйцеподібна, загострена, майже пряма, 0,8–1 см завдовжки, 0,4–0,5 см шириною, трохи або на 1/3 довша від чашечки, гола, косо загострена. Насіння довгасте, 5,5–6 мм завдовжки, 2,5 мм шириною, гладке. Цвіте з травня по липень.

## Поширення
Вид поширений ув Євразії. В Україні зустрічається частіше на Поліссі; рідше на Лівобережжі, росте на лісових галявинах, луках, посеред чагарників.